# Shaka Laka
Shaka Laka è un singolo del rapper statunitense 6ix9ine in collaborazione con Kodak Black, Yailin La Mas Viral e TrifeDrew, pubblicato il 21 luglio 2023 su tutte le piattaforme

## Descrizione
Il ritornello della canzone è eseguito da TrifeDrew, ghostwirter di 6ix9ine che prende il posto di Tory Lanez.
Il manager di 6ix9ine, Wack100 in seguito dichiarerà che Kodak Black è stato pagato 1 milione di dollari per la collaborazione. Boosie Baddaz in seguito attaccherà Kodak Black per la scelta di fare una canzone con 6ix9ine.
Il singolo ha raggiunto il diciassettesimo posto nella US Bubbling Under Hot 100 e il trentaquattresimo posto nella US Hot Rap Songs